# 鱼皮饺
鱼皮饺（亦称鱼皮角、魚皮雲吞）是起源于广东顺德的一種特色饺子，此处的“鱼皮”并不是指鱼外表的那一层皮，而是指用鱼肉浆制成的饺子外皮，相傳於清代由廣東顺德大良馮不記所創製。

## 制作
顺德、潮汕、广州、香港等地的鱼皮饺均有特色制法，顺德一般使用鲮鱼，而潮汕多用門鱔、九棍魚、鯰魚。首先将新鲜的魚去除外皮与內臟，魚肉剁成茸，打至起膠，与澄粉混合制成饺皮。用猪肉、虾仁，配以韭黄、竹笋、白芝麻等近十种配料搅拌均匀制成馅，然后捏制而成。
鱼皮饺按肉馅区分有几个品类，最著名的是腊鸭肝鱼皮饺。

## 食用方法
一般的食用方法有蒸、煎、煮、打邊爐等，有時會加配米粉、河粉、麵條作底。